# 47 Hydrae
47 Hydrae är en blåvit stjärna i huvudserien i Vattenormens stjärnbild.
47 Hydrae har visuell magnitud +5,15 och är synlig för blotta ögat vid normal seeing. Den befinner sig på ett avstånd av ungefär 335 ljusår.